# Trzynik
Trzynik (deutsch Trienke) ist ein Dorf in der Woiwodschaft Westpommern in Polen. Es gehört zu der Gmina Siemyśl (Landgemeinde Simötzel) im Powiat Kołobrzeski (Kolberger Kreis).

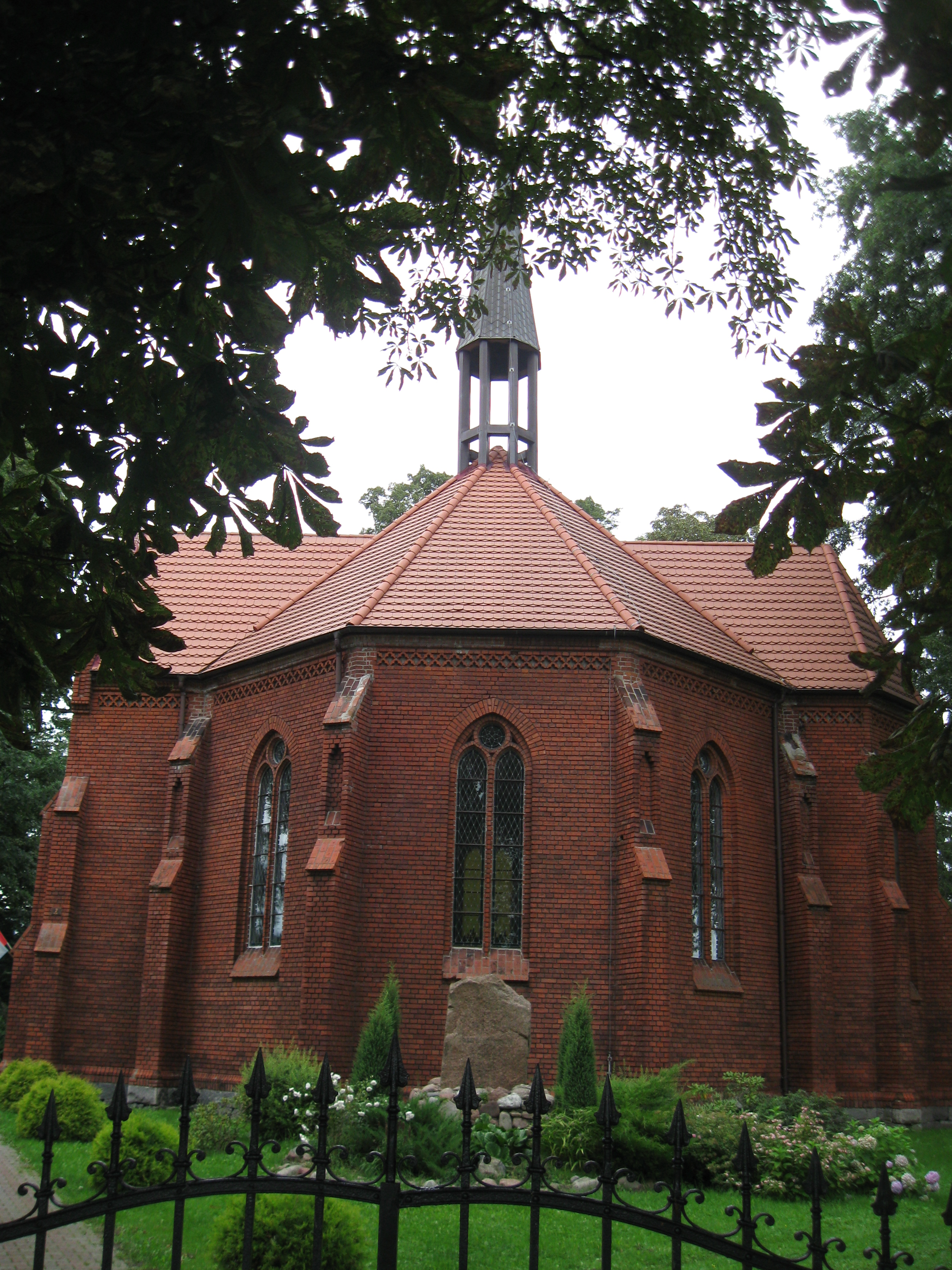
Dorfkirche (Aufnahme von 2013)

## Geographische Lage
Das Dorf liegt in Hinterpommern, etwa 90 Kilometer nordöstlich von Stettin und etwa 19 Kilometer südlich von Kołobrzeg (Kolberg). Die nächsten Nachbarorte sind im Nordwesten Siemyśl (Simötzel), im Nordosten Pławęcino (Plauenthin) und Kamica (Kärmitz), im Süden Dębica (Damitz) und im Westen Drozdowo (Drosedow). Im Norden liegen die zu Neurese gehörenden Wohnplätze Izdebno (Justinenthal) und Wszemierzyce (Marienhof), im Osten liegt der ehemalige Wohnplatz Forsthaus Trienke und im Süden der ehemalige Wohnplatz Schäferei Trienke.
Die Feldmark des Dorfes ist im Osten begrenzt durch die  Błotnica (Spiebach), im Süden durch die Dębosznica (Kreiherbach).

## Geschichte
Das Dorf wurde im Mittelalter im Herzogtum Pommern in der Form eines Angerdorfes angelegt. Die erste Erwähnung des Dorfes stammt aus einer Grenzbeschreibung des Jahres 1294, in der Vidante, Herr zu Regenwalde, die Grenzen der von ihm an das Kloster Dargun verkauften Dörfer Neurese und Nessin beschrieb. Diese Urkunde ist freilich nur in einer niederdeutschen Übersetzung überliefert, in der das Dorf als „Trinike“ genannt ist; möglicherweise handelt es sich um eine Fälschung. Im Jahre 1314 wurde ein Pfarrer zu Trienke namens Segebode genannt; das Dorf muss damals also bereits eine Kirche gehabt haben.
Mindestens seit dem 16. Jahrhundert war Trienke im Lehnsbesitz der adligen Familie Manteuffel. Auf der Großen Lubinschen Karte des Herzogtums Pommern von 1618 ist das Dorf als „Trincke“ eingetragen. Im 18. Jahrhundert war Trienke zeitweise in drei Anteile geteilt. Bis 1762 erwarb die Witwe des Kolberger Bürgermeisters und städtischen Landrats Salomon Meyer alle drei Anteile und wurde so Besitzerin von ganz Trienke.
In Ludwig Wilhelm Brüggemanns Ausführlicher Beschreibung des gegenwärtigen Zustandes des Königlich Preußischen Herzogtums Vor- und Hinterpommern (1784) ist Trienke unter den adeligen Gütern des Fürstentums Cammin aufgeführt. In Trienke gab es damals drei adelige Ackerwerke, wohl die Gutsbetriebe der früheren drei Anteile, vier Schäfereien, eine Ziegelei, das in der Feldmark gelegene Vorwerk Zauchram mit einer Schäferei und einem Holzwärterkaten, einen Kalkofen, fünf Bauernstellen, einen Krug, eine Schmiede und einen Schulmeister, insgesamt 32 Haushaltungen („Feuerstellen“). Die Drosedowsche Wassermühle gehörte zur Hälfte zum Gut Trienke. Ferner gab es in Trienke eine Kirche, die eine Filialkirche der Kirche in Drosedow war.
Heinrich Steffenhagen (1727–1794) und Christoph Martin Steffenhagen (1772–1859) waren bis Anfang des 19. Jhs. Pächter des 1.700 Hektar große Rittergutes Trienke im Kolberger Kreis.
Die verwitwete Landrätin Meyer stattete mit dem Gut Trienke ihre Tochter Charlotte Ernestine Meyer aus, als diese den Kabinettsrat Carl Friedrich Beyme heiratete. Aus der Ehe überlebte nur eine Tochter, Charlotte Wilhelmine, die Trienke erbte und Carl Heinrich von Gerlach heiratete. Auf diese Weise kam das Gut Trienke in den Besitz der adligen Familie von Gerlach, in der es bis 1945 blieb. Unter den Besitzern war der Landrat August von Gerlach († 1906).
Im Jahre 1895 erhielt Trienke Bahnanschluss an die Strecke Roman–Kolberg der Kolberger Kleinbahn (heute stillgelegt).
Trienke bildete bis 1928 einen Gutsbezirk, zu dem außer dem Dorf Trienke die Wohnplätze Forsthaus Trienke, Vorwerk Zauchram (1935 umbenannt in „Schäferei Trienke“) und Trienker Mühle (um 1900 abgebrochen) gehörten. Mit der Auflösung der Gutsbezirke in Preußen wurde der Gutsbezirk Trienke 1928 in die benachbarte Landgemeinde Simötzel eingegliedert. Bis 1945 gehörte Trienke als Teil der Gemeinde Simötzel zum Landkreis Kolberg-Körlin der Provinz Pommern.
Gegen Ende des Zweiten Weltkriegs wurde Trienke 1945 durch die Rote Armee besetzt. Das Dorf kam, wie alle Gebiete östlich der Oder-Neiße-Grenze, an Polen. Die Dorfbewohner, die nicht zuvor geflohen waren, wurden 1945/1946 durch Polen vertrieben. Der Ortsname wurde als „Trzynik“ polonisiert.

## Kirche
Eine Kirche in Trienke muss es bereits im Mittelalter gegeben haben, wie aus der Erwähnung eines Pfarrers zu Trienke namens Segebode im Jahre 1314 zu schließen ist.
Das heutige Kirchengebäude wurde im Jahre 1885 errichtet.
Nach der Vertreibung eignete sich die römisch-katholische Kirche in Polen das Kirchengebäude an.

## Entwicklung der Einwohnerzahlen
- 1816: 185 Einwohner[4]
- 1864: 287 Einwohner[4]
- 1905: 329 Einwohner[4]
- 1925: 402 Einwohner[4]